# 이토 요시카타
이토 요시카타(伊東義賢, いとう よしかた)는 이토 요시마스의 적장자이다. 어머니는 이치조 후사모토의 딸・阿喜多이며, 남동생 이토 스케카쓰와 여동생 이토 스케타카 부인이 있다. 어릴 때 이름은 「慶龍丸」이며, 기리시탄 다이묘 그러니까 기독교(로마 가톨릭교회)를 믿는 다이묘이기 때문에 본래 이름외에도, 세례명 「바르톨로메오」(バルトロメオ)가 있다.
- 출생 : 에이로쿠10년 9월 14일 (1567년 10월 16일)
- 사망 : 분로쿠2년 7월 21일 (1593년 8월 17일)

아버지 ・요시마스가 1569년에 병사함에 따라 할아버지・이토 요시스케의 손에 양육된다. 덴쇼5년(1577년) 8월에 정식으로 가독을 상속받았지만 너무 어렸기 때문에 실권은 할아버지에게 있었다. 그 해에 이토 씨는 몰락해 휴가에서 도망치게 되었고, 어머니의 친척인 오토모 씨에게 도움과 보호를 받는다. 이때 오토모 소린의 영향을 받아 기리시탄(기독교인)이 되었다. 덴쇼15년(1587년) 규슈 정벌 이후 숙부・이토 스케타카가 오비성에 복귀하자 따라 귀국한다.
임진왜란 때는 이토 군의 일원으로 조선에 출병했지만 그 곳에서 병을 얻어, 귀국 도중 배에서 사망한다. 향년 27세. 사료상에는 병사라 나와있지만, 이토 스케타카와의 가독 분쟁을 막기 위해 암살당했다는 설도 있다. 묘소는 이키섬의 죠토쿠지 절(長徳寺)이며, 오비번 이토 가문의 묘소에도 묘가 있다. 법명은 「罷山全休」.